# Sydamerikanska mästerskapet i basket för damer 1948
Sydamerikanska mästerskapet i basket för damer 1948 spelades i Buenos Aires, Argentina och vanns av Argentina. 3 lag deltog. 

## Slutställning
1. Argentina
2. Chile
3. Peru

## Resultat
Alla mötte varandra två gånger, och spelade totalt 4 omgångar.
| Placering | Lag       | Vinst | Förlust | Gjorda poäng | Insläppta poäng | Poängskillnad |
| --------- | --------- | ----- | ------- | ------------ | --------------- | ------------- |
| 1         | Argentina | 4     | 0       | 141          | 98              | +43           |
| 2         | Chile     | 2     | 2       | 136          | 115             | +21           |
| 3         | Peru      | 0     | 4       | 78           | 142             | -64           |

|  |  | Argentina | 32–12 | Peru |  |  |

|  |  | Argentina | 34–31 | Chile |  |  |

|  |  | Peru | 24–32 | Chile |  |  |

|  |  | Peru | 23–37 | Argentina |  |  |

|  |  | Chile | 32–38 | Argentina |  |  |

|  |  | Chile | 41–19 | Peru |  |  |